# Europese kampioenschappen schaatsen 2010
De Europese kampioenschappen schaatsen 2010 werden op 9 en 10 januari verreden in het Vikingskipet in Hamar.
Titelhouders waren de Europees kampioenen van 2009, Sven Kramer en Claudia Pechstein, die hun titel in Thialf, Heerenveen wonnen.
Sven Kramer werd de eerste Europees kampioen die de titel viermaal op rij veroverde en met zijn vierde titel evenaarde hij de prestatie van Clas Thunberg (1922, 1926, 1928, 1931) en Ivar Ballangrud (1929, 1930, 1933,1936), alleen Rintje Ritsma veroverde de Europese titel vaker (6x, 1994, 1995,1996, 1998, 1999, 2000).
De Tsjechische Martina Sáblíková klom voor de vierde keer op het eindpodium en werd voor de tweede keer Europees kampioene, in 2007 won ze haar eerste titel, in 2008 en 2009 werd ze derde.
| Programma                                                               | Programma                                                                   | Programma |
| ----------------------------------------------------------------------- | --------------------------------------------------------------------------- | --------- |
| zaterdag 9 januari                                                      | zondag 10 januari                                                           |           |
| 500 meter vrouwen 500 meter mannen 3000 meter vrouwen 5000 meter mannen | 1500 meter vrouwen 1500 meter mannen 5000 meter vrouwen 10.000 meter mannen |           |

## Startplaatsen
|         | 4                    | 3                          | 2                                      |
| ------- | -------------------- | -------------------------- | -------------------------------------- |
| Mannen  | Nederland, Noorwegen | Duitsland, Rusland, Zweden | Frankrijk, Italië, Polen, Wit-Rusland  |
| Vrouwen | Duitsland, Nederland | Noorwegen, Polen, Rusland  | Oostenrijk, Roemenië, Tsjechië, Zweden |

## Mannen

### Deelname
De mannen streden voor de 107e keer om de Europese titel (inclusief de twee kampioenschappen van voor de oprichting van de ISU). Ze deden dit voor de 32e keer in Noorwegen en voor de tiende keer in Hamar. Tweeëndertig deelnemers uit zeventien landen namen aan dit kampioenschap deel. Wit-Rusland maakte geen gebruik van hun recht om een tweede deelnemer af te vaardigen.
De Nederlanders Jan Blokhuijsen, Wouter Olde Heuvel en Renz Rotteveel schaatsten alle vier afstanden, ze eindigden respectievelijk op 5e, 6e en 8e plaats. De Belg Kris Schildermans wist zich niet te plaatsen voor de slotafstand en werd uiteindelijk 27e.

### Afstandmedailles
| Discipline | Goud                | Zilver        | Brons          |
| ---------- | ------------------- | ------------- | -------------- |
| 500m       | Konrad Niedźwiedzki | Matteo Anesi  | Daniel Friberg |
| 5000m      | Sven Kramer         | Enrico Fabris | Alexis Contin  |
| 1500m      | Enrico Fabris       | Sven Kramer   | Ivan Skobrev   |
| 10.000m    | Sven Kramer         | Alexis Contin | Enrico Fabris  |

### Eindklassement
| Rang   | Schaatsster           | Land        | 500m            | 5000m        | 1500m        | 10.000m         | Punten  |
| ------ | --------------------- | ----------- | --------------- | ------------ | ------------ | --------------- | ------- |
| Goud   | Sven Kramer           | Nederland   | 36,60 (4)       | 6.19,78 (1)  | 1.47,05 (2)  | 13.19,32 (1)    | 150,227 |
| Zilver | Enrico Fabris         | Italië      | 36,64 (5)       | 6.22,44 (2)  | 1.46,37 (1)  | 13.28,72 (3)    | 150,776 |
| Brons  | Ivan Skobrev          | Rusland     | 36,76 (9)       | 6.28,27 (6)  | 1.47,82 (3)  | 13.33,02 (5)    | 152,178 |
| 4      | Alexis Contin         | Frankrijk   | 37,30 (13)      | 6.25,70 (3)  | 1.49,27 (8)  | 13.25,77 * (2)  | 152,581 |
| 5      | Jan Blokhuijsen       | Nederland   | 36,66 (7)       | 6.27,95 (4)  | 1.50,33 (17) | 13.31,12 (4)    | 152,787 |
| 6      | Wouter Olde Heuvel    | Nederland   | 37,07 (11)      | 6.32,76 (8)  | 1.48,31 (4)  | 13.45,60 (7)    | 153,729 |
| 7      | Henrik Christiansen   | Noorwegen   | 37,81 (21)      | 6.30,40 (7)  | 1.49,25 (7)  | 13.41,17 (6)    | 154,324 |
| 8      | Renz Rotteveel        | Nederland   | 37,30 * (13)    | 6.33,89 (9)  | 1.49,57 (13) | 13.50,03 (9)    | 154,713 |
| 9      | Konrad Niedźwiedzki   | Polen       | 36,07 (1)       | 6.40,83 (16) | 1.48,67 (5)  | 14.08,75 (10)   | 154,813 |
| 10     | Sverre Haugli         | Noorwegen   | 38,19 (23)      | 6.28,21 (5)  | 1.50,13 (16) | 13.45,80 (8)    | 155,011 |
| 11     | Joel Eriksson         | Zweden      | 36,65 (6)       | 6.38,77 (13) | 1.48,74 (6)  | 14.13,68 * (11) | 156,457 |
| 12     | Matteo Anesi          | Italië      | 36,52 (2)       | 6.43,13 (18) | 1.49,37 (10) | 14.26,47 (12)   | 156,612 |
| NC13   | Robert Lehmann        | Duitsland   | 36,70 (8)       | 6.40,84 (17) | 1.49,55 (12) |                 | 113,300 |
| NC14   | Haralds Silovs        | Letland     | 37,14 (12)      | 6.39,26 (14) | 1.49,34 (9)  |                 | 113,512 |
| NC15   | Johan Röjler          | Zweden      | 37,32 (15)      | 6.38,15 (11) | 1.49,84 (15) |                 | 113,748 |
| NC16   | Zbigniew Bródka       | Polen       | 36,86 (10)      | 6.46,46 (20) | 1.49,42 (11) |                 | 113,987 |
| NC17   | Daniel Friberg        | Zweden      | 36,56 (3)       | 6.58,56 (28) | 1.49,58 (14) |                 | 114,942 |
| NC18   | Pascal Briand         | Frankrijk   | 37,68 (20)      | 6.50,59 (21) | 1.51,70 (18) |                 | 115,972 |
| NC19   | Patrick Beckert       | Duitsland   | 37,89 * (22)    | 6.44,63 (19) | 1.52,86 (25) |                 | 115,973 |
| NC20   | Aleksandr Roemjantsev | Rusland     | 38,74 (26)      | 6.38,22 (12) | 1.52,24 (21) |                 | 115,975 |
| NC21   | Marco Weber           | Duitsland   | 38,60 (25)      | 6.40,38 (15) | 1.52,80 (24) |                 | 116,238 |
| NC22   | Milan Sáblík          | Tsjechië    | 37,63 * (18)    | 6.53,64 (23) | 1.52,09 (19) |                 | 116,357 |
| NC23   | Christian Pichler     | Oostenrijk  | 37,47 (16)      | 6.58,06 (27) | 1.52,14 (20) |                 | 116,656 |
| NC24   | Niko Räsänen          | Finland     | 38,56 (24)      | 6.51,91 (22) | 1.52,60 (23) |                 | 117,284 |
| NC25   | Vitalij Michajlov     | Wit-Rusland | 37,66 (19)      | 6.56,19 (25) | 1.54,14 (26) |                 | 117,359 |
| NC26   | Marian Christian Ion  | Roemenië    | 39,15 (27)      | 6.56,37 (26) | 1.55,75 (27) |                 | 119,370 |
| NC27   | Kris Schildermans     | België      | 40,01 (28)      | 6.55,08 (24) | 1.56,91 (28) |                 | 120,488 |
| NC28   | Jan Caflisch          | Zwitserland | 40,75 (29)      | 7.09,18 (30) | 1.59,47 (29) |                 | 123,491 |
| NC29   | Asier Peña Iturria    | Spanje      | 40,86 (30)      | 7.18,91 (31) | 1.59,92 (30) |                 | 124,724 |
| NC30   | Denis Anisimov        | Rusland     | 49,70 (31)      | 7.01,05 (29) | 1.52,34 (22) |                 | 129,251 |
| -      | Fredrik van der Horst | Noorwegen   | 37,56 (17)      | 6.34,50 (10) | dns          |                 |         |
| -      | Håvard Bøkko          | Noorwegen   | 1.14,68 ** (32) | dns          |              |                 |         |

* = Persoonlijk record
** = gevallen
De eerste vijftien schaatsers bezorgden hun land een startplek op de Wereldkampioenschappen schaatsen allround 2010. Dit betekent dat op het WK voor Nederland vier schaatsers uitkomen, voor Italië, Noorwegen en Zweden twee en voor Duitsland, Frankrijk, Letland, Polen en Rusland één schaatser.
De startplaatsen voor de Europese kampioenschappen schaatsen 2011 werden eveneens bepaald aan de hand van bovenstaand klassement. Landen met minstens drie schaatsers bij de eerste twaalf mogen vier rijders afvaardigen, landen met minstens twee schaatsers bij de eerste zestien mogen drie rijders afvaardigen, en landen met minstens één schaatser bij de eerste twintig mogen twee rijders afvaardigen. Alle overige Europese ISU leden mogen één schaatsster afvaardigen (onder voorbehoud dat aan gestelde tijdlimieten zijn voldaan).
4 startplaatsen: Nederland
3 startplaatsen: Italië, Noorwegen, Polen en Zweden
2 startplaatsen: Duitsland, Frankrijk, Letland en Rusland

## Vrouwen

### Deelname
De vrouwen streden voor de 35e keer om de Europese titel. Ze deden dit voor de zevende keer in Noorwegen en voor de vierde keer in Hamar. Zesentwintig deelneemsters uit dertien landen namen aan dit kampioenschap deel. Oostenrijk, Roemenië en Zweden maakten geen gebruik van hun recht om een tweede deelneemsters af te vaardigen.
Naast de Europees kampioene nam ook nummer twee Ireen Wüst voor de vierde keer op het eindpodium plaats na haar 3e plaats in 2006, 2e plaats in 2007 en 1e plaats in 2008. De Duitse Daniela Anschütz, voor de twaalfde keer deelneemster op het EK, werd derde en stond voor de derde keer op het eindpodium na haar 2e plaatsen in 2005 en 2009.
De Nederlandse schaatssters Diane Valkenburg, Jorien Voorhuis en Paulien van Deutekom schaatsten alle vier afstanden en eindigden respectievelijk op de 6e, 7e en 12e plaats.
Drie rijdsters, Katarzyna Bachleda-Curuś (voorheen als Wójcicka), Jelena Mjagkikh en Daniela Oltean, namen dit jaar voor de elfde keer deel aan het EK.

### Afstandmedailles
Van de Nederlandse deelneemsters won alleen Ireen Wüst op dit kampioenschap afstandmedailles, zij bracht haar totaal tot elf stuks (5-4-2) middels goud op de 1500 en zilver op de 3000 meter.
Europees kampioene Martina Sáblíková won dit jaar drie afstandmedailles en bracht haar totaal op dit kampioenschap tot tien medailles (8-0-2). De Duitse Daniela Anschütz bracht haar totaal tot negen medailles (1-3-5). Voor het eerst sinds de zilveren medaille op de 500 meter van Else Ragni Yttredal op het EK van 1993 won Hege Bøkko (brons op de 500 meter) weer een afstandmedaille voor Noorwegen bij de vrouwen. Naast Bøkko wonnen ook Karolína Erbanová, Jekaterina Sjichova (500m) en Stephanie Beckert (3000m en 5000m) hun eerste EK-medaille(s).
| Discipline | Goud              | Zilver              | Brons             |
| ---------- | ----------------- | ------------------- | ----------------- |
| 500m       | Karolína Erbanová | Jekaterina Sjichova | Hege Bøkko        |
| 3000m      | Martina Sáblíková | Ireen Wüst          | Stephanie Beckert |
| 1500m      | Ireen Wüst        | Daniela Anschütz    | Martina Sáblíková |
| 5000m      | Martina Sáblíková | Stephanie Beckert   | Daniela Anschütz  |

### Eindklassement
| Rang   | Schaatsster                   | Land        | 500m        | 3000m          | 1500m        | 5000m          | Punten  |
| ------ | ----------------------------- | ----------- | ----------- | -------------- | ------------ | -------------- | ------- |
| Goud   | Martina Sáblíková (7)         | Tsjechië    | 40,45 (7)   | 4.03,09 (1)    | 1.59,75 (3)  | 6.59,44 (1)    | 162,825 |
| Zilver | Ireen Wüst (6)                | Nederland   | 39,77 (4)   | 4.08,40 (2)    | 1.59,08 (1)  | 7.13,41 (5)    | 164,204 |
| Brons  | Daniela Anschütz (12)         | Duitsland   | 40,74 (10)  | 4.09,27 (4)    | 1.59,57 (2)  | 7.12,02 (3)    | 165,343 |
| 4      | Jekaterina Lobysjeva (4)      | Rusland     | 39,81 (5)   | 4.14,75 (8)    | 2.00,08 (6)  | 7.27,02 * (8)  | 166,996 |
| 5      | Maren Haugli (6)              | Noorwegen   | 41,67 (18)  | 4.09,49 (5)    | 2.01,67 (10) | 7.12,81 (4)    | 167,088 |
| 6      | Diane Valkenburg              | Nederland   | 40,77 (11)  | 4.11,80 (6)    | 2.00,80 (7)  | 7.21,61 (6)    | 167,163 |
| 7      | Jorien Voorhuis               | Nederland   | 40,83 (12)  | 4.13,69 (7)    | 2.01,78 (11) | 7.22,93 (7)    | 167,947 |
| 8      | Jekaterina Sjichova (2)       | Rusland     | 39,56 (2)   | 4.20,74 (18)   | 1.59,77 (4)  | 7.35,83 (11)   | 168,522 |
| 9      | Karolína Erbanová (2)         | Tsjechië    | 39,54 (1)   | 4.19,93 (17)   | 2.00,05 (5)  | 7.36,65 * (12) | 168,542 |
| 10     | Stephanie Beckert (2)         | Duitsland   | 43,43 (26)  | 4.08,76 (3)    | 2.03,77 (19) | 7.04,55 (2)    | 168,598 |
| 11     | Katarzyna Bachleda-Curuś (11) | Polen       | 40,59 (9)   | 4.17,45 (12)   | 2.00,99 (8)  | 7.33,58 (10)   | 169,182 |
| 12     | Paulien van Deutekom (4)      | Nederland   | 40,43 (6)   | 4.15,20 (9)    | 2.02,60 (16) | 7.30,65 (9)    | 169,228 |
| NC13   | Hege Bøkko (2)                | Noorwegen   | 39,76 * (3) | 4.21,11 * (20) | 2.02,23 (13) |                | 124,021 |
| NC14   | Luiza Złotkowska (4)          | Polen       | 41,23 (14)  | 4.16,03 (11)   | 2.01,41 (9)  |                | 124,371 |
| NC15   | Katarzyna Woźniak             | Polen       | 40,89 (13)  | 4.17,74 * (13) | 2.01,87 (12) |                | 124,469 |
| NC16   | Anna Rokita (6)               | Oostenrijk  | 41,33 (16)  | 4.15,89 (10)   | 2.02,58 (15) |                | 124,838 |
| NC17   | Ida Njåtun                    | Noorwegen   | 40,58 * (8) | 4.21,99 (21)   | 2.02,24 (14) |                | 124,991 |
| NC18   | Isabell Ost                   | Duitsland   | 41,32 (15)  | 4.21,07 (19)   | 2.02,63 (17) |                | 125,707 |
| NC19   | Svetlana Vysokova (6)         | Rusland     | 41,36 (17)  | 4.18,96 (15)   | 2.03,94 (20) |                | 125,826 |
| NC 20  | Katrin Mattscherodt (4)       | Duitsland   | 42,03 (20)  | 4.18,31 (14)   | 2.03,11 (18) |                | 126,117 |
| NC21   | Cathrine Grage (5)            | Denemarken  | 43,13 (25)  | 4.19,33 (16)   | 2.04,81 (21) |                | 127,964 |
| NC22   | Joelija Jasenok (7)           | Wit-Rusland | 41,87 (19)  | 4.31,62 (23)   | 2.06,22 (22) |                | 129,213 |
| NC23   | Marita Johansson (5)          | Zweden      | 42,75 (23)  | 4.31,10 (22)   | 2.06,58 (23) |                | 130,126 |
| NC24   | Jelena Mjagkikh (11)          | Oekraïne    | 42,50 (22)  | 4.35,79 (24)   | 2.09,22 (24) |                | 131,538 |
| NC25   | Daniela Oltean (11)           | Roemenië    | 42,92 (24)  | 4.43,05 (25)   | 2.11,09 (25) |                | 133,791 |
| NC26   | Ágota Tóth (4)                | Hongarije   | 42,23 (21)  | 4.46,73 (26)   | 2.14,08 (26) |                | 134,878 |

* = Persoonlijk record
De eerste veertien schaatssters bezorgden hun land een startplek op de Wereldkampioenschappen schaatsen allround 2010. Dit betekent dat op het WK Nederland met vier schaatssters uitkomt, en Duitsland, Noorwegen, Polen, Rusland en Tsjechië elk met twee schaatssters.
De startplaatsen voor de Europese kampioenschappen schaatsen 2011 worden eveneens bepaald aan de hand van bovenstaand klassement. Landen met minstens drie schaatssters bij de eerste twaalf mogen vier rijdsters afvaardigen, landen met minstens twee schaatssters bij de eerste zestien mogen drie rijdsters afvaardigen, en landen met minstens één schaatsster bij de eerste twintig mogen twee rijdsters afvaardigen. Alle overige Europese ISU leden mogen één schaatsster afvaardigen (onder voorbehoud dat aan gestelde tijdlimieten zijn voldaan).
4 startplaatsen: Nederland
3 startplaatsen: Duitsland, Noorwegen, Polen, Rusland en Tsjechië
2 startplaatsen: Oostenrijk